# Kukuřičný sirup
Kukuřičný sirup je potravinářský sirup vyráběný z kukuřičného škrobu a s obsahem různého množství dalších cukrů, glukózy, maltózy a vyšších oligosacharidů, v závislosti na kvalitě výrobku. Jako jeden z druhů glukózového sirupu se používá v potravinách zejména ke zjemnění textury, zvětšení objemu, zabránění krystalizaci cukru nebo zvýraznění chuti.

## Výroba
Původní proces výroby kukuřičného sirupu vynalezl německý chemik Gottlieb Kirchhoff v roce 1811, kdy spojil kukuřičný škrob se zředěnou kyselinou chlorovodíkovou a následně směs zahřál pod vysokým tlakem.
V současnosti se vyrábí vícestupňovým procesem. 35 l kukuřice při mokrém mletí vyprodukuje průměrně 14,5 kg škrobu. Nejprve se ke směsi kukuřičného škrobu a vody přidá enzym α-amyláza. Enzym štěpí škrob na oligosacharidy, které se poté štěpí na molekuly glukózy přidáním enzymu glukoamylázy. Glukóza je následně transformována na fruktózu průchodem glukózy přes kolonu, která je naplněna enzymem D-xylóza izomerázou. Následná viskozita a sladkost sirupu závisí na rozsahu, ve kterém byla hydrolytická reakce provedena.
Mezi nejběžnější kukuřičné sirupy patří světlý a tmavý kukuřičný sirup:
- světlý kukuřičný sirup – kukuřičný sirup ochucený vanilkovou příchutí a solí, je žluto-čirý
- tmavý kukuřičný sirup – kombinace kukuřičného sirupu a melasy, karamelu, soli a benzoanu sodného a má tmavě hnědou barvu

## HFCS
HFCS (high-fructose corn syrup), neboli kukuřičný sirup s vysokým obsahem fruktózy / glukózo-fruktózový sirup, je sladidlo vyráběné stejně jako klasický kukuřičný sirup s pomocí enzymů. Kukuřičný sirup s vysokým obsahem fruktózy se však dále zpracovává s D-xylóza izomerázou, aby se část glukózy přeměnila na fruktózu.
Kukuřičný sirup s vysokým obsahem fruktózy byl poprvé uveden na trh v 70. letech 20. století společností Clinton Corn Processing Company a Japonskou agenturou pro vědu a technologii. Jako sladidlo je HFCS často přirovnáván ke granulovanému cukru, ale výrobní výhody HFCS oproti cukru zahrnují to, že se s ním snáze manipuluje a je levnější. Používá se zejména v zpracovaných potravinách, snídaňových cereálií a na výrobu nealkoholických nápojů.

## Použití

Spotřeba sladidel v USA od roku 1966 do 2013.

Kukuřičný sirup se používá zejména v potravinářství, kde slouží jako zahušťovadlo, sladidlo, zvlhčovadlo, nebo na zjemnění textury výrobku. kukuřičný sirup s vysokým obsahem fruktózy (HFCS) je také primární složkou většiny značek „palačinkového sirupu“, jako levnější náhrada za sirup javorový.
Ve Spojených státech kvóty na třtinový cukr zvyšují cenu cukru, přičemž kukuřičný sirup a HFCS jsou proto méně nákladné alternativy, které se často používají v amerických masově vyráběných potravinách, bonbónech, nealkoholických a ovocných nápojích.
Pokud se smíchá s cukrem, vodou a vinným kamenem, lze kukuřičný sirup použít k výrobě jedlého skla.